# Centromerus balazuci
Centromerus balazuci là một loài nhện trong họ Linyphiidae.
Loài này thuộc chi Centromerus. Centromerus balazuci được miêu tả năm 1952 bởi Dresco.